# Wojna (utwór)
Wojna – utwór zespołu IRA pochodzący z piątej płyty Znamię. Kompozycja została zamieszczona na szóstym miejscu na krążku, trwa 3 minuty i 28 sekund, i jest jednym z krótszych utworów znajdujących się na płycie.
Tekst utworu napisał wokalista Artur Gadowski. Jest on kołysanką napisaną dla dzieci wokalisty. Tekst opowiada o wojnie, przemocy, o władzy jaką ma wygrany, oraz o bezkarności wygranego.
Utwór utrzymany jest w hardrockowym bardzo szybkim tempie, obdarzonym w melodyjne gitarowe riffy, oraz melodyjną solówką gitarową. Zarówno początek utworu, jak i koniec jest balladowy. W tym utworze gościnnie w chórkach w refrenie zaśpiewali ówczesny menadżer zespołu Grzegorz Zamorski, oraz Dariusz Sadoś. Kompozytorem utworu jest gitarzysta Piotr Łukaszewski
Utwór Wojna był dość często grany podczas trasy promującej płytę Znamię. Mimo to znacznie odbiegał swym brzmieniem od poprzednich charakterystycznych utworów zespołu.
Od momentu powrotu grupy na scenę utwór nie jest grany na koncertach grupy.
Artur Gadowski o utworze „Wojna”:
„Kołysanka, którą tak naprawdę napisałem dla swoich dzieci. Opowiada o tym, co dzieje się za oknem ich sypialni. Widać z niego park, w którym stoi od lat nieczynna fontanna. Zbierają się przy niej młodzi ludzie i robią różne, dziwne rzeczy. Smutne rzeczy. A najciekawsze, że w ogóle nikogo to nie obchodzi.”

## Twórcy
IRA
- Artur Gadowski – śpiew, chór
- Wojtek Owczarek – perkusja
- Piotr Sujka – gitara basowa, chór
- Kuba Płucisz – gitara rytmiczna
- Piotr Łukaszewski – gitara prowadząca

Muzycy sesyjni
- Dariusz Sadoś- chór
- Grzegorz Zamorski – chór

Produkcja
- Nagrywany oraz miksowany: lipiec–sierpień w Studio S-4 w Warszawie
- Producent muzyczny: Leszek Kamiński
- Realizator nagrań: Leszek Kamiński
- Kierownik Produkcji: Elżbieta Pobiedzińska
- Aranżacja: Piotr Łukaszewski
- Tekst piosenki: Artur Gadowski
- Skład komputerowy okładki: Sławomir Szewczyk
- Płaskorzeźbę na okładkę wykonał: Rafał Gadowski
- Zdjęcia wykonali: Dariusz Majewski i Andrzej Stachura
- Sponsor zespołu: Mustang Poland